# Viagem Clandestina
The Journey of Natty Gann (br/pt Viagem Clandestina) é um filme de aventura estadunidense de 1985, dirigido por Jeremy Paul Kagan para a Walt Disney Pictures. A distribuição foi de Buena Vista Distribution  e a trilha sonora de James Horner.
O cão-lobo do filme é Jed, que foi um alienígena disfarçado em The Thing de 1982 e reapareceria em White Fang de 1991. 

## Elenco
- Meredith Salenger...Natty Gann
- John Cusack...Harry
- Ray Wise...Sol Gann
- Lainie Kazan...Connie
- Scatman Crothers...Sherman
- Verna Bloom...fazendeira
- John P. Finnegan...chefe madereiro
- Gary Chalk...trabalhador de Chicago
- Frank C. Turner...fazendeiro
- Gabrielle Rose...treinadora da prisão
- Don S. Davis
- Alek Diakun...Chefe da estação

## Sinopse
Em 1935, durante a Grande Depressão, a esperta Natty Gann está com 12 anos e mora de aluguel com o pai desempregado, Sol Gann, em Chicago. Sem alternativa, Sol aceita trabalhar na extração de madeira no Estado de Washington mas a passagem que lhe dão não inclui a filha e ele não tem tempo de se despedir. Ele pede à administradora do prédio que mora, a insensível Connie, que cuide de Natty até ele enviar o dinheiro para a viagem da garota. Natty não gosta de Connie e acaba fugindo após uma discussão. Assim, só lhe resta viajar clandestinamente de trem até o distante lugar onde seu pai trabalha. No caminho, ela fica amiga de um feroz cão-lobo que fugira do dono após ele o obrigar a uma luta com apostas contra outro animal. Também é ajudada pelo jovem órfão Harry, que viaja pelo país há quatro anos em busca de emprego. Mas a viagem é cheia de percalços e seu pai, quando soubera da fuga, tentou encontrá-la sem sucesso e perdera as esperanças, aceitando os serviços mais perigosos da extração das madeiras.

## Prêmios e indicações
- Meredith Salenger venceu o Young Artist Award de melhor atriz protagonista num filme de longa-metragem e o filme foi indicado como Melhor Filme Dramático para a Família [5].
- Albert Wolsky recebeu indicação ao Óscar pelos figurinos [6].